# Логор Габела
Логор Габела или затвор Габела био логор за ратне заробљенике којима је управљала Хрватска заједница Херцег-Босна и Хрватско вијеће одбране у Габели. Логор се налазио неколико километара јужно од Чапљине.  Његови затвореници су били Бошњаци и Срби.

## Логор
Камп се састојао од притворских места и складишта муниције. "Спољним посматрачима није било дозвољено да посећују Габелу до августа 1993. У то време ICRC је регистровао 1.100 затвореника". 
Објекти логора су били складишта муниције бивше ЈНА, која су се састојала од четири хангара са ознакама 0, 1, 2 и 3 и три самице. Величина хангара била је 200 квадратних метара, ау сваком је било држано до 500 особа. Заточеници су били исцрпљени глађу и жеђу, и мучени. Обезбеђено је десет литара воде на 500 људи дневно, па су многи пили мокраћу да утоле жеђ. У хангарима су заточеници морали да обављају своје телесне функције. Били су приморани да певају хрватске националистичке песме и да слушају предавања о томе колико је хрватска политика била исправна. 
По уласку у логор заточеници су били изложени посебним облицима тортуре. Наређено им је да леже потрбушке, а затим су их брутално тукли по леђима и глави. Некима су прсти сломљени стезаљкама. Почетком октобра управник логора Бошко Превишић убио је Мустафу Обрадовића испред хангара број 1, у присуству већег броја заточеника, након што је код њега открио сакривено парче хлеба.  Бошко је виђен како разговара са плаћеником ратним злочинцем и убицом Џекијем Аркловом у логору, пре и након што је Арклов мучио затворенике.

## Суђења
Бивши управник логора Габела Бошко Превишић није процесуиран и и даље је у бекству.  Његов заменик Никола Андрун осуђен је пред Државним судом у Сарајеву на 13 година затвора за злочине над цивилима у Габели. 
Бивши плаћеник, неонациста, осуђени пљачкаш банака Џеки Арклов био је стациониран у логору као чувар и осуђен је од стране шведског суда за брутална мучења тамошњих затвореника. 